# طوابع البريد والتاريخ البريدي في الأوروغواي
هذهِ المقالة مسحٌ للطوابع البريدية والتاريخ البريدي لدولة الأوروغواي.

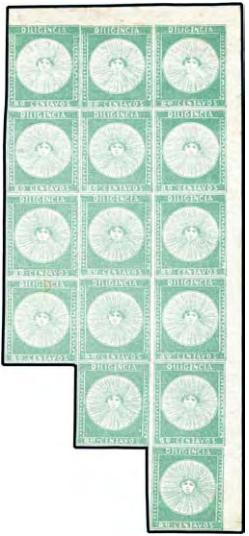
مجموعة فيرير 1856

تقع دولة الأوروغواي في جنوب شرق أمريكا الجنوبية، ويبلغ عدد سكانها أكثر من 3 ملايين نسمة، يعيش نصفهم تقريبًا في العاصمة مونتيفيديو ومنطقتها الحضرية. يحدها من الشمال نهر ريو غراندي دو سول، البرازيل. يحدها من الغرب نهر الأوروغواي، ومن الجنوب الغربي مصب نهر ريو دي لا بلاتا، وتطل الأرجنتين على ضفتيهما، بينما يحدها من الجنوب الشرقي المحيط الأطلسي. تبلغ مساحة الأوروغواي 177,880 كيلومترًا مربعًا (68,679 ميلًا مربعًا)، وهي ثاني أصغر دولة في أمريكا الجنوبية من حيث المساحة بعد سورينام.

## العلامات البريدية قبل الطوابع

### فترة التاج الإسباني
في عام 1724، قرر التاج الإسباني إنشاء مستوطنة على الساحل الشرقي لنهر ريو دي لا بلاتا، بهدف مواجهة هيمنة البرتغال، التي خالفت معاهدة توردسيلاس لتأسيس كولونيا ديل ساكرامنتو مقابل بوينس آيرس. انتهى بناء المدينة، التي تسمى سان فيليبي وسانتياغو دي مونتيفيديو، نحو نهاية عام 1726. في هذا الوقت، كانت كل من مونتيفيديو وبوينس آيرس معزولتين تقريبًا عن المستعمرات الإسبانية الأخرى في أمريكا. في وقت مبكر من عام 1748، نظم حاكم بوينس آيرس خدمات النقل المجدولة بين تلك المدينة والقرى داخل بيرو وتشيلي. وصلت أول خدمة بريد، تسمى إل برينسيبي، إلى ميناء مونتيفيديو في مايو 1767. نصت اللوائح على أنه يجب تسليم أكياس البريد إلى ميناء مونتيفيديو، حيث نقلت المراسلات الخاصة ببوينس آيرس عبر الزوارق. في عام 1785، قدمت خدمة برية أسبوعية بين بوينس آيرس ومونتيفيديو. ونقلت المراسلات في ثلاثة زوارق تسمى chasqueras (قوارب) حتى كولونيا ديل ساكرامنتو، حيث نقلت إلى مونتيفيديو بواسطة سعاة بريد عسكريين.
في فبراير 1797، أُنشئت خدمة بريد أسبوعية بين مونتيفيديو وبوينس آيرس، مع موظفين متخصصين حلوا محلّ السعاة العسكريين، واستُخدمت ما يصل إلى ثمانية مراكز استقبال. استمرت هذهِ الخدمة حتى عام 1810، وهو العام الذي أجبر فيهِ النضال من أجل الاستقلال بقيادة خوسيه خيرفاسيو أرتيغاس على إيقافها.
لنقل المراسلات إلى شرق الإقليم، على طول الطريق بين مونتيفيديو وحصن سانتا تيريزا، أُنشئت إحدى عشرة نقطة استقبال عام 1798، وفي عام 1799، أُطلقت خدمة البريد التي ربطت مونتيفيديو وميناس وسيرو لارغو. بموجب معاهدة سان إلديفونسو الأولى، الموقعة عام 1777، خضع الجزء الجنوبي من الأوروغواي لحكم إسبانيا، بينما بقي الجزء الشمالي تحت سيطرة البرتغاليين. انقطع هذا الوضع لفترة وجيزة عام 1807، عقب غزو القوات المسلحة البريطانية لمونتيفيديو.

### الاستقلال
في عام 1811 أعلنت الأوروغواي استقلالها، لكن التاج الإسباني لم ينسحب من الإقليم حتى عام 1815، بعد انهيار حصار مونتيفيديو وانتصار ثورة أرتيغيستا. ومع ذلك، في العام التالي غزت القوات البرتغالية البلاد، التي حكمت من عام 1816 إلى عام 1824. بين عامي 1824 و1827، سيطرت البرازيل على أراضي الأوروغواي. في عام 1825، بدأ النضال النهائي من أجل الاستقلال للبلاد، مع ما يسمى بحملة الحرية الصليبية (Cruzada Libertadora)، بقيادة خوان أنطونيو لافاليخا. في 25 أغسطس من ذلك العام، أُعلن استقلال البلاد، والذي دخل حيز التنفيذ في عام 1830، مع قسم الدستور وترشيح فروكتوسو ريفيرا كأول رئيس دستوري. خلال هذه الفترة، لم تشهد الخدمة البريدية أي تطور يُذكر، حيث بدأت إعادة تنظيمها عام 1827، عندما عيّن الجنرال لافاليخا لويس دي لا روبلا مديرًا للبريد. في 11 يناير 1828، أُقرّت أول لائحة مؤقتة للخدمة البريدية، وفي يوليو من ذلك العام، قدّم دي لا روبلا أول جدول بريد عام إلى الحكومة للموافقة عليه.

### الحرب الأهلية
في عام 1839، بدأت فترة الحرب الأهلية المعروفة باسم "غيرا غراندي". استمرت هذه الحرب حتى عام 1851، وطوال هذه الفترة، سيطر الثوار على البلاد بأكملها، ولم يبقَ في قبضة الحكومة سوى مدينة مونتيفيديو. كان لهذا الوضع تأثيرٌ بالغ الخطورة على الخدمة البريدية داخل البلاد، بينما استمر العمل بانتظام بين مونتيفيديو والخارج. خلال هذه الفترة، بدأت أنشطة غرفة تجارة مونتيفيديو تكتسب أهميةً بالغة. تأسست هذهِ المؤسسة عام 1835 على يد خورخي تورنكويست، وكانت تعمل كمكتب فرز للبريد العاجل، حيث كانت تستقبل المراسلات التجارية بعد إغلاق أكياس خدمة البريد الرسمية.

### حكومة مونتيفيديو
أدى الوضع الاقتصادي المتردي لحكومة مونتيفيديو إلى نقل العديد من مصادر الإيرادات، بما في ذلك مصادر الخدمة البريدية. في أوائل عام 1846، استولى مجلس إدارة شركة المشتريات على إدارة البريد، التي احتفظ بها حتى عام 1852، عندما أعيدت إلى ملكية الدولة. كان أحد التدابير الأولى التي اتخذتها الإدارة الجديدة هو تنظيم خدمة النقل البريدي من وإلى داخل البلاد. ولهذا الغرض، تم تعيين أتاناسيو لابيدو كمتعهد بريدي، بمهمة تركيب مراكز تجميع في جميع أنحاء البلاد. بدأت هذه المراكز في العمل في مايو 1853. في أبريل 1856، ترك المدير العام للبريد، ميغيل سولسونا، منصبه، وتولى السيد لابيدو أيضًا منصب مدير البريد، على أساس غير مدفوع الأجر.

## النظام النقدي
قبل الاستقلال تم اعتماد العملة والنظام النقدي للبلد المستعمر.
| سنة            | نظام العملة                                     |
| -------------- | ----------------------------------------------- |
| 1800           | 8 ريال = 1 بيزو = 1 بيزو فويرتي = 800 سنتيسيموس |
| 1839، 20 يونيو | 1 بيزو أو باتاكون = 8 ريالات = 800 سنتيسيموس    |
| 1844           | 1 باتاكون = 960 سنتيسيموس                       |
| 1846           | 1 ريال = 120 سنت أو ريال                        |
| 1862، 23 يونيو | 1 بيزو بلاتا = 100 سنتيسيموس                    |

لقد شكّل قانونٌ أُقرّ في 23 يونيو/حزيران 1862 النظامَ النقديَّ النهائي للبلاد. واعتمد النظامَ العشري، متخذًا "البيزو الفضي" وحدةً أساسيةً، مُكوَّنةً من 100 سنتيسيموس. وتخلى عن جميع الفئات النقدية الأخرى التي سبقت إقرار هذا القانون.

## الطوابع البريدية

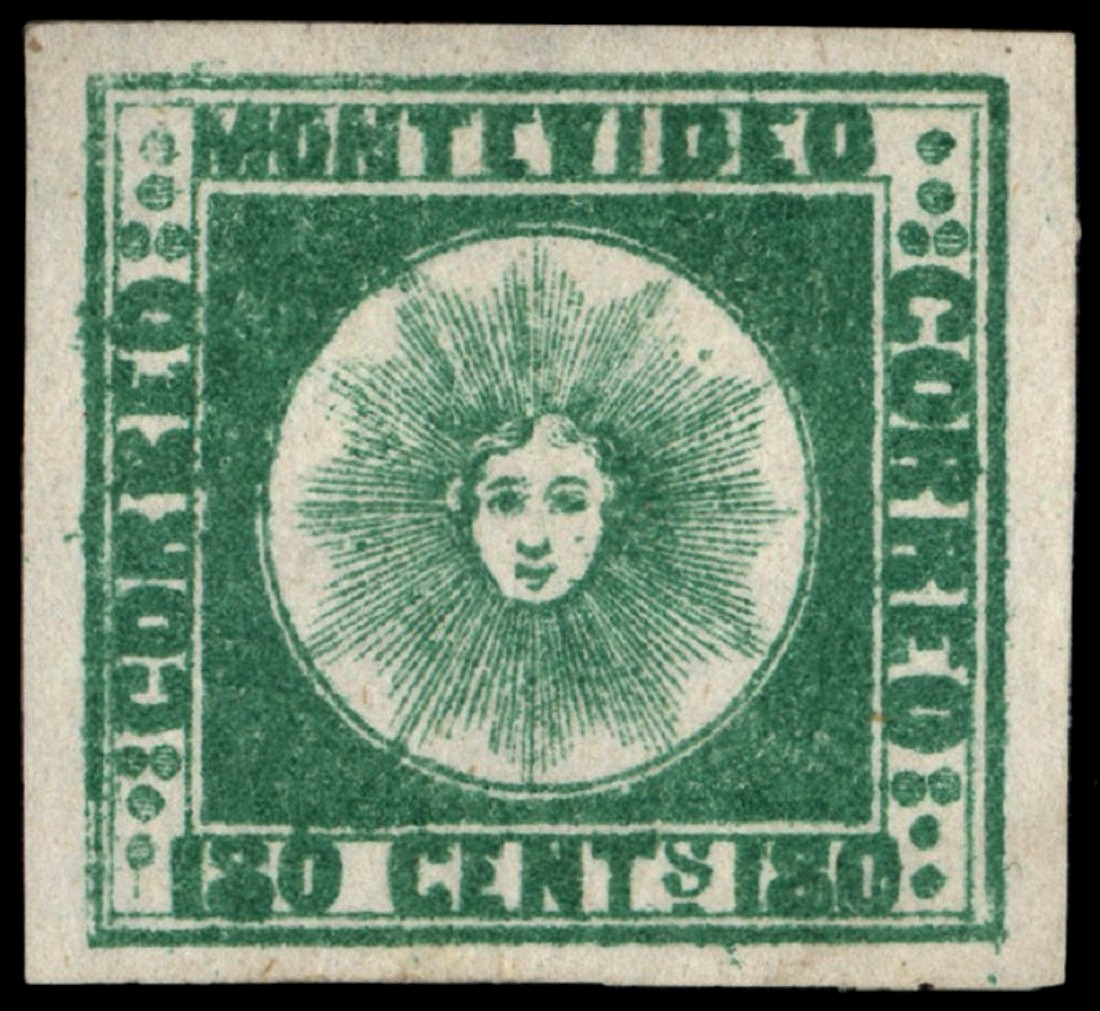
طابع الأورغواي (سول دي مونتيفيديو) الأخضر، إصدار خاص، لسنة 1858، 180 سنتًا

### الإصدار الخاص
أصدرت خدمات البريد التي نظمتها شركات عربات البريد، بقيادة السيد لابيدو، في الأول من أكتوبر/تشرين الأول عام 1856 ما يُسمى "ديليجينسيا" (طابع عربة البريد). كان هذا الإصدار مخصصًا للمراسلات التي تحملها عربات البريد، للاستخدام المنزلي فقط. وكانت هناك ثلاث قيم لهُ.
بعد أن اقتنع السيد لابيدو بالنتائج التي حققتها طوابع ديليجينسيا، أصدر سلسلة جديدة عام 1858 لختم المراسلات مع جمهورية الأرجنتين. تضمنت هذه المجموعة أيضًا ثلاث قيم، وأصبحت تُعرف باسم "شمس مونتيفيديو" أو "شمس مزدوجة الشفرة"، حيث طُبعت قيمة كل طابع مرتين أسفله.

### الإصدارات الحكومية
في نهاية عام 1857، استقال السيد لابيدو من منصب المدير وحل محلهُ برودينسيو إيشيفاريارزا. واصل لابيدو الإصلاحات وقدم اقتراحًا إلى الحكومة لتطبيق الطوابع البريدية على المراسلات بين جميع نقاط البلاد. وقد أُقرّ هذا الاقتراح ونص عليهِ مرسوم بريد الأوروغواي الصادر في 11 يونيو 1859. تنص المادة الأولى منهُ على ما يلي: "تُختم جميع المراسلات بالطوابع البريدية، وبدونها لن تُسلّم أي رسائل من قِبل الإدارة العامة للبريد أو أيٍّ من فروعها، وهي الأماكن الوحيدة التي يُسمح فيها بتبادل البريد".

### التعريفات
صدرت أول سلسلة طوابع بريدية منتظمة بموافقة حكومية في 1 يوليو 1859، على غرار الإصدار الخاص الثاني "سول دي مونتيفيديو". منذ عام 1859، صدرت العديد من سلاسل طوابع الأوروغواي المميزة. إلى جانب اختلاف التصاميم، طرأ على الطوابع إضافات وتغييرات تتعلق بأسعار البريد، كما انعكست تغييرات في فئة العملة على الطوابع: نظام البيزو الفضي عام 1862.

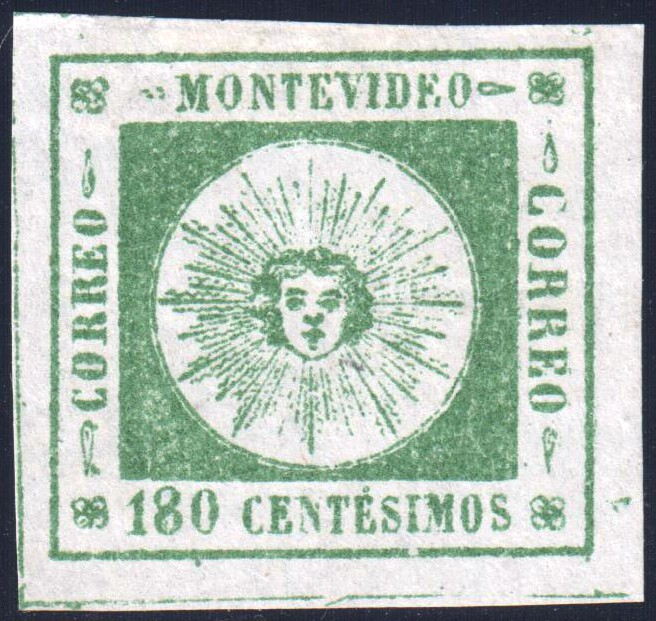
طابع فئة 180 سنتًا أخضر، إصدار عام 1859، غير مستعمل
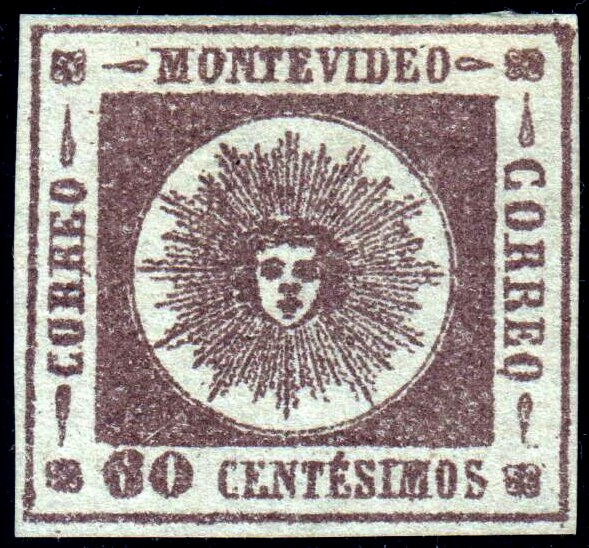
طابع فئة 60 سنتًا من اللون البني، إصدار عام 1860، غير مستعمل
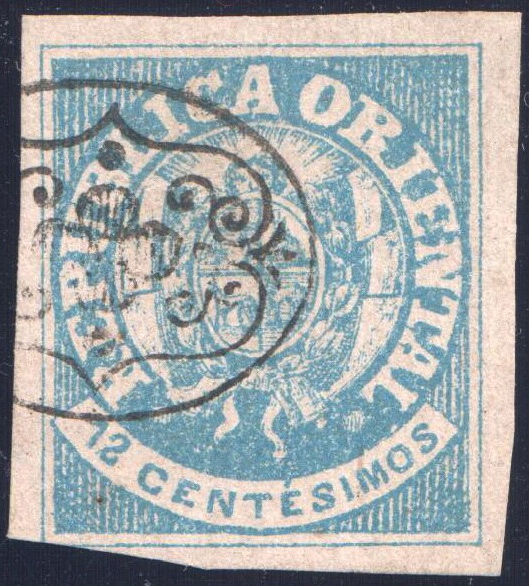
طابع فئة 12 سنتسيموس أزرق، إصدار عام 1864، مختوم بإلغاء فاخر من مونتيفيديو
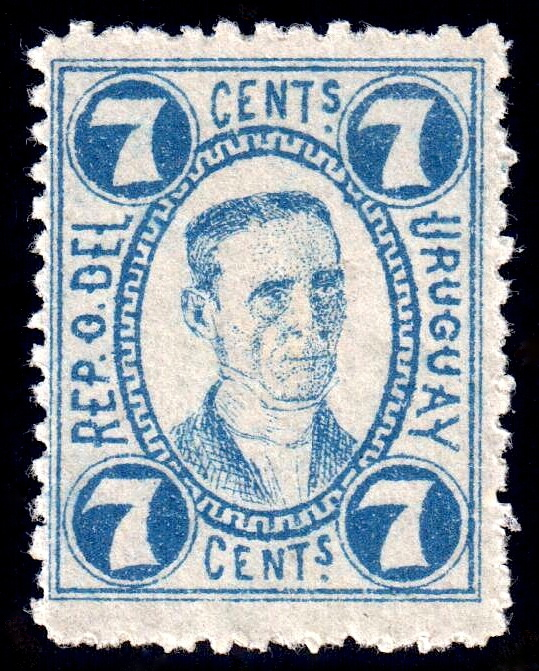
طابع فئة 7 سنتيموس أزرق، إصدار عام 1881، غير مستعمل. يصور خواكين سواريز
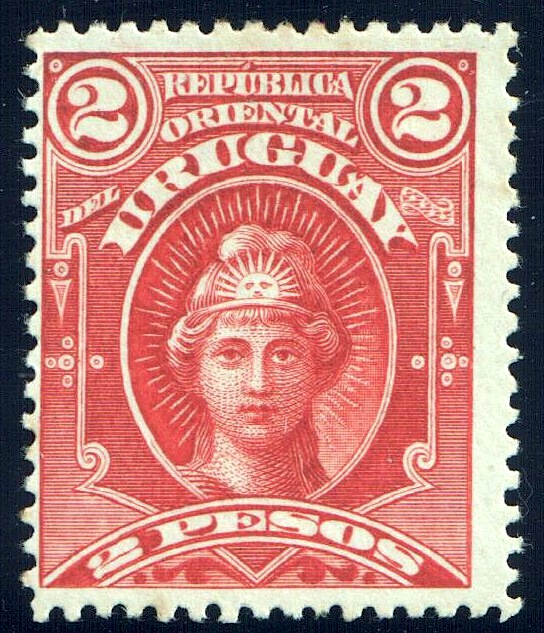
طابع فئة 2 بنس كارمين، إصدار عام 1894، غير مستعمل.

### الطوابع التذكارية
صدرت طوابع بريدية في الأوروغواي لإحياء ذكرى مجموعة واسعة من المواضيع، مثل أحداث الأوروغواي البارزة (مثل نهاية الحرب الأهلية عام 1897) والذكرى السنوية، وجوانب الحياة والثقافة، وشخصيات من الأوروغواي مرموقة (رجال دولة، شخصيات دينية، أدبية وثقافية، رياضيون، إلخ)، وحيوانات ونباتات، وأعمال فنية، وعيد الميلاد. كما احتُفل بذكرى الأحداث الدولية.
كان الكشف عن نصب تذكاري في بيلا فيستا، مونتيفيديو، للرئيس السابق خواكين سواريز (في منصبهِ من 1843 إلى 1852) مناسبة لإصدار أول مجموعة تذكارية من ثلاثة طوابع بريدية، في 18 يوليو 1896. وقد نقشتها شركة واترلو وأبناؤها في لندن.
حتى عام 2007 صدر وطبع أكثر من 2200 طابع بريدي تذكاري ونهائي مختلف في الأوروغواي.

### الطبعات الفوقية
نُشرت تغييرات في أسعار البريد في 6 سبتمبر 1865، مما استدعى إصدار طوابع بريد جديدة. قبل عام 1866، كانت الطوابع تُورّد حصريًا من مونتيفيديو، ولكن في عام 1865، طلبت سلطات البريد في الأوروغواي مجموعة جديدة من الطوابع من خارج البلد، في لندن لدى ماكلور وماكدونالد وشركاه. لم تصل المجموعة في الوقت المحدد، وكان لابد من طباعة الفئات الجديدة على إصدار عام 1864 كإجراء مؤقت طارئ. وأصبحت أول مجموعة طوابع مؤقتة مطبوع عليها بكتابة (طباعة فوقية) في الأوروغواي حقيقة واقعة.
وسيُطبّق فرض رسوم إضافية على المخزون المتبقي من الطوابع لاستخدامها كطوابع عادية بشكل متكرر بسبب مشاكل التوريد وأخطاء الطباعة، وكذلك لأغراض تذكارية. شهد القرن التاسع عشر عشرة إصدارات مطبوعة بكتابة (طباعة فوقية)، وفي القرن العشرين ضعف هذا العدد.

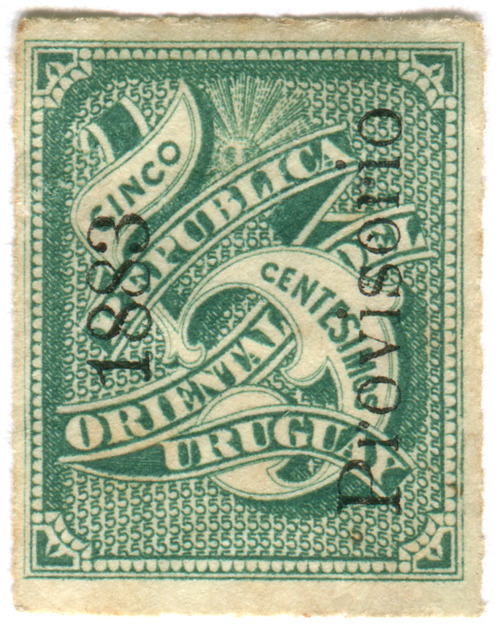
طابع فئة 5 سنتات من عام 1877 مطبوع عليها 1883 إجراء مؤقت.
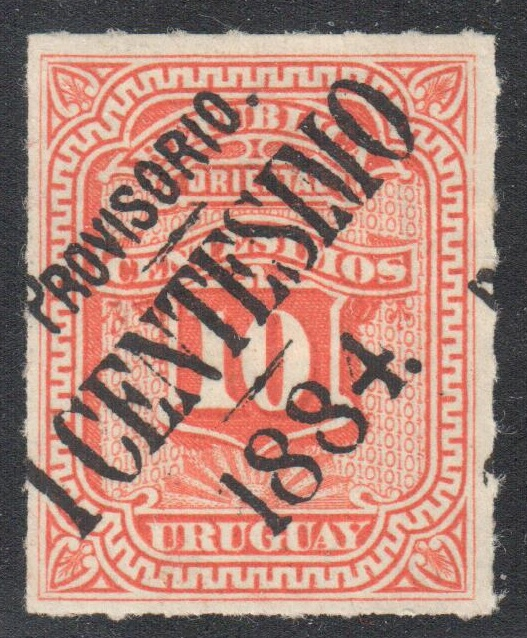
طابع 1 سنت برتقالي أحمر، 1884، مطبوع عليهِ مؤقت.
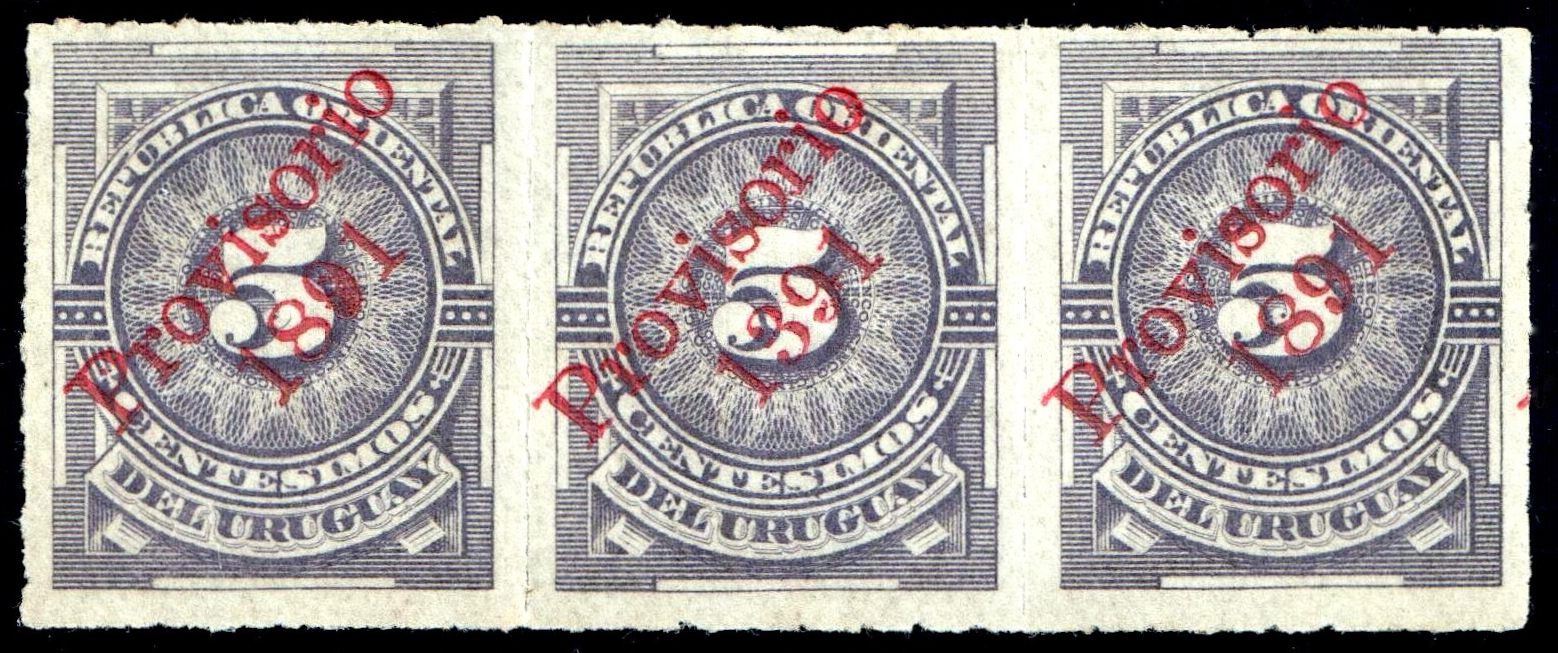
شريط بنفسجي من 5 سنتات عام 1891 مكون من ثلاثة طوابع، طابع بريدي في المنتصف يحمل عبارة مؤقت 1391 بدلاً من مؤقت 1891 المطبوعة فوقها.
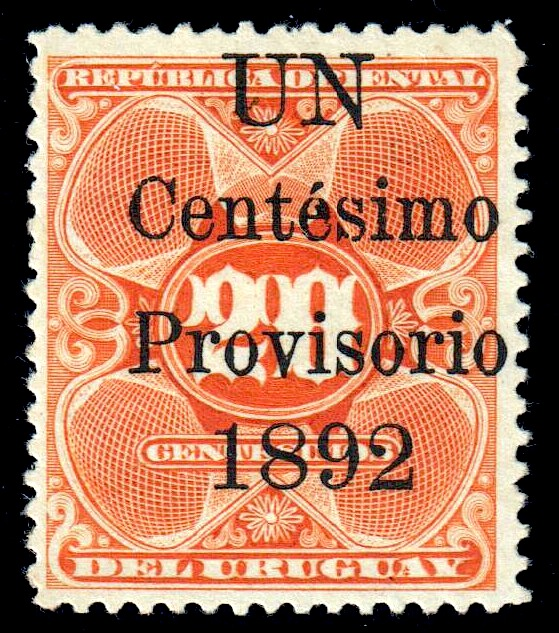
رسوم إضافية بقيمة 1 سنت على الإصدار البرتقالي بقيمة 20 سنتًا من عام 1889 إلى عام 1901، الطابع المؤقت غير مستخدم.

كما طبعت الطوابع العادية أيضًا للإشارة إلى غرض خاص؛ مثل البريد الجوي، أو البريد الرسمي، أو التسليم الخاص، أو البريد المستحق، أو الصحف.

## بريد القنصلية الأجنبية

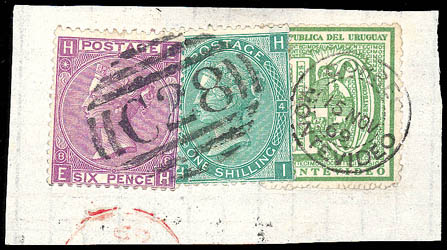
طوابع ملغاة بواسطة الختم ذو الرمز البيضاوي "C28" التابع لمكتب البريد البريطاني في مونتيفيديو

هناك عدد قليل جدًا من الطوابع البريدية الموجهة إلى وجهات عبر المحيط الأطلسي قبل عام 1872 باستخدام طوابع الأوروغواي. كان هذا نتيجةً لأعمال غير مشروعة قامت بها القنصليات الأجنبية في مونتيفيديو، حيث كانت تستلم وترسل البريد باستخدام سفن ترفع أعلام دولها، دون أي تدخل من أي نوع من قبل خدمة البريد في الأوروغواي. استخدمت القنصلية البريطانية في مونتيفيديو طوابع بريطانية بين عامي 1862 و1872، والتي يمكن تمييزها بالرمز "C28". أصبحت المراسلات الخارجية مختومة بطوابع الأوروغواي منذ نهاية عام 1872 فصاعدًا، وذلك عقب ما يُعرف بحادثة مونتيفيديو البريدية التي حظرت فيها الحكومة جميع البريد الأجنبي داخل الأوروغواي.

## صناديق البريد
في عام 1879، استوردت الأوروغواي دفعةً من تسعة صناديق بريدية عمودية من الحديد الزهر من صنع شركة كوكرين وشركاه في دادلي، إنجلترا. اتبعت هذه الصناديق تصميمًا سداسيًا ابتكرهُ المهندس المعماري الإنجليزي جون بينفولد لمكتب البريد العام، ولكنها صُنعت بحروف إسبانية وشعار النبالة في الأوروغواي بدلًا من الحروف الإنجليزية والشعار الملكي الأصلي. لا يزال بعضها قيد الاستخدام. في عام 1993، احتفلت شركة كوريو أوروغواي بصناديق بريد بينفولد بمجموعة من الطوابع البريدية من فئات 50 سنتًا ودولار واحد و2.60 دولار.

## أنظر أيضاً
- مجموعة فيرير

## اقرأ أيضاً
- Griebert, Hugo. A Study of the Stamps of Uruguay. London: Stanley Gibbons, Ltd., 1910.
- Hoffmann, Robert. Catalogo de las variedades mas importantes. 1948.
- Hoffmann, Robert. Estudio de las Falsificaciones de los Sellos Postales del Uruguay. Montevideo: Club Filatelico del Uruguay de Montevideo, 1948.
- Kalckhoff F, Stenger E. Festschrift zur feier des 25 Jahrigen Bestehens des Berliner Philatelisten-Klub . Berlin: 1913. (Contains article on early issues of Uruguay).
- Kobylanski, J.K., ed. Catalogo de estampillas del Uruguay. Uruguay: Mundus, 1985.
- Kobylanski J.K. and Casal Gari E. Documentos historico postales del correo en la Republica Oriental del Uruguay. Uruguay: Mundas, 1984.
- Dr. Kurchan, Mario D. Historia Postal Marítima del Río de la Plata: Uruguay. 1996. Awarded the Alvaro Bonilla Lara Medal in 1996 by the La Federación Interamericana de Filatelia.
- Lee, E.J. Uruguay, The Grand Prix Collection Formed by Mr. E. J. Lee. London: Plumridge & Co., 1936.
- Lee, E.J. The Postage Stamps of uruguay. London: Stanley Gibbons Limited, 1931.
- Maassen, Wolfgang. 150 Jahre "Sonnen-Marken" aus Uruguay. Philatelie 354, December 2006, pp. 45–51.
- Narath, Albert. Die Nummern-Zierstempel der Departamentos von Uruguay. Berlin, 1961
- Ross, Joe. The Revenue Stamps of Uruguay, Patente de Rodados de Departamento de Montevideo. 2005.
- Rowe, Dennis Trevor. Catchpole, Paul. The Railways of South America. Arrow: P. Catchpole Ltd, 2000. (ردمك 1-900340-10-0)
- Sigismond, Jean. Les Timbres de L'Uruguay. Paris: Editions Charles Mendel, 1908.
- Wonner, Esteban. Les Timbres de la République de l’Uruguay (Poste adhésifs, Enveloppes, Cartes, Bandes, Fiscaux et Administratifs, etc.). Neuilly: Imprimerie typographique de L. Bouzin, 1887.

## روابط خارجية
- Smithsonian National Postal Museum, Mr. John M. Taylor Specialized Collection of Uruguay – Finding Guide
- Official site of Correo Uruguayo – Filately